# Cleome canescens
Cleome canescens — однорічна трав'яниста рослина роду Клеома (Cleome) сімейства Клеомових (Cleomaceae).

## Поширення та екологія
Поширений на півдні європейської частини Росії, України, Кавказу та деяких районах Середньої Азії.
Рослина невибаглива. Росте на осипах гірських схилів, річковими долинами, на піщаних і галькових прибережних місцях, іноді на бур'янах.

## Ботанічний опис
Однорічна гілляста рослина висотою до 50 см. Стебло шорстке від залізистих щетинок. Листя трійчасте на черешках, що не перевищують довжину листочків. Останні цілокраї, довгасто-ланцетні, лінійні на дуже коротких черешочках. Квітки рожево-білі. Зовнішні листочки оцвітини довгасті або майже трикутні, по краю часто чорнуваті, звужені в нігтик. Плоди стручкоподібні, вузькі, майже лінійні, що при дозріванні темніють.
Цвіте у червні — липні. Плоди дозрівають у липні — серпні.
Хімічний склад вивчений недостатньо. У плодах міститься ефірна олія з дуже різким запахом. Гострий пряний запах усієї надземної частини обумовлений наявністю ефірної олії.

## Значення та застосування
Плоди рослини відомі населенню Кавказу під назвою «левантська гірчиця» і здавна застосовуються як приправа замість справжньої гірчиці. Крім того, надземні частини разом з недозрілими плодами можуть вживатися як прянощі.